# U Antliae

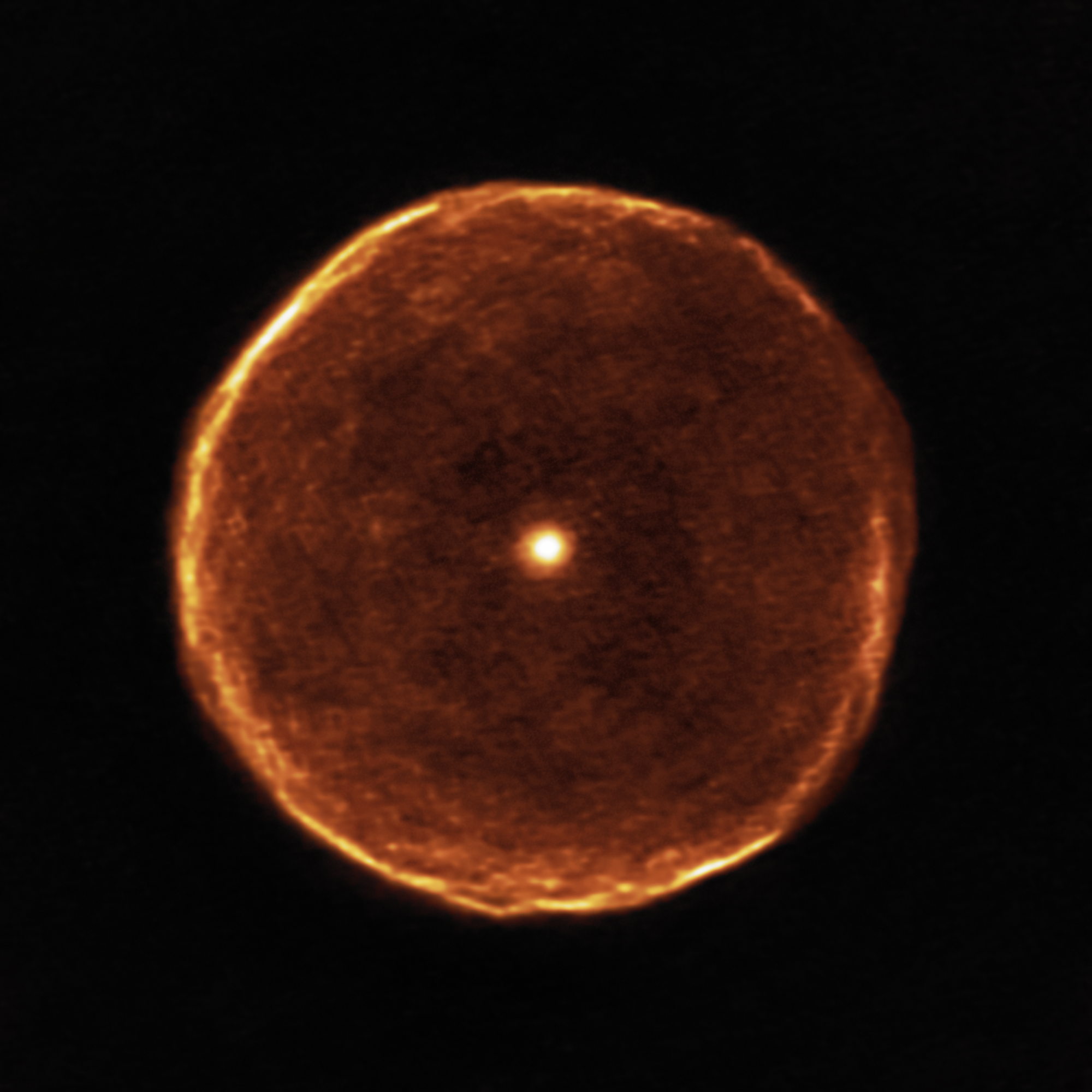
Imagen de U Antiliae en una burbuja de material expulsado. Cortesía del Atacama Large Millimeter Array. 20 de septiembre de 2017

U Antliae (U Ant / HD 91793 / HIP 4153) es una estrella variable en la pequeña constelación de Antlia. Se encuentra a 850 años luz del sistema solar.
U Antliae es una estrella de carbono de tipo-N; el alto contenido de carbono proviene de la fusión de helio —concretamente del proceso triple alfa en el núcleo estelar— que las gigantes alcanzan cerca del final de sus vidas en la llamada rama asintótica gigante.
Es, además, una variable irregular cuyo ritmo actual de pérdida de masa es bajo (2 × 10-8 veces la masa del Sol).
Con un diámetro 325 veces más grande que el diámetro solar, es 5800 veces más luminosa que el Sol y su temperatura superficial sólo alcanza los 2810 K.
Se conjetura que cuando comenzó su vida como estrella de la secuencia principal su masa pudo estar comprendida entre 3 y 5 masas solares.
En torno a U Antliae se han detectado dos envolturas diferenciadas. La interior está formada fundamentalmente de gas mientras que la exterior parece constar exclusivamente de polvo.
Ambas envolturas son esféricas, con una masa estimada de 2 × 10-3 masas solares para la interna y una masa de 5 × 10-5 masas solares para la externa.
Asimismo, se ha descubierto una estructura en forma de arcos dentro la envoltura gaseosa.
La velocidad de expansión, 19 km/s, permite inferir la edad de la envoltura, cifrada en 2700 años.
Se piensa que las envolturas se crearon durante breves períodos de intensa pérdida de masa estelar, probablemente asociados a pulsos térmicos, y por ulteriores interacciones con el viento estelar. La diferenciación en una envoltura de gas y otra de polvo probablemente sea el resultado de una evolución distinta de los dos medios tras la eyección.